# Benjamin Grimm
Benjamin Grimm (* 26. November 1984 in Jerusalem, Israel) ist ein deutscher Politiker (SPD). Er ist seit 2024 Minister der Justiz und für Digitalisierung des Landes Brandenburg im Kabinett Woidke IV und zudem seit 2024 Mitglied des Landtages Brandenburg. Davor war er von 2019 bis 2024 Staatssekretär und Beauftragter für Medien und Digitalisierung des Landes Brandenburg in der Staatskanzlei des Landes Brandenburg. Seit 2021 ist er auch Vorsitzender des SPD-Unterbezirks Oberhavel.

## Leben

### Ausbildung und Beruf
Grimm wurde in Jerusalem als Sohn von Deutschlehrern aus West-Berlin geboren. Als er 13 Jahre alt war, zogen sie nach Schönfließ (Mühlenbecker Land), wo er 2004 sein Abitur ablegte. In der Folge absolvierte er ein Studium der Rechtswissenschaften an der Europa-Universität Viadrina und der Humboldt-Universität zu Berlin. Sein Erstes Juristisches Staatsexamen legte er 2009 ab, das Zweite Juristische Staatsexamen folgte 2011. 2012 erlangte er einen Master of Laws am Trinity College Dublin, ab 2013 war er als Rechtsanwalt tätig und promovierte 2016 mit einer Dissertation zum Thema „Zur Reform der Wirtschafts- und Währungsunion nach der Krise“. Von 2012 bis 2019 war er Berater und assoziierter Partner einer Rechtsanwaltskanzlei.

### Politische Tätigkeiten
Seit 2006 ist Grimm Mitglied der Sozialdemokratischen Partei Deutschlands, war zwischen 2006 und 2010 Vorsitzender der Jusos Oberhavel sowie von 2008 bis 2020 Mitglied im Kreistag des Landkreises Oberhavel. 2013 wurde er Fraktionsvorsitzender der Kreistagsfraktion und 2014 erneut in den Kreistag gewählt. Bei der Bundestagswahl 2017 trat er als Direktkandidat der SPD im Bundestagswahlkreis Oberhavel – Havelland II (Wahlkreis 58) an, erhielt 22,7 % der Erststimmen und erhielt damit nach Uwe Feiler die zweitmeisten Stimmen, wurde jedoch nicht gewählt. Seit 2006 ist Grimm Mitglied im Unterbezirksvorstand der SPD Oberhavel, seit 2021 ist er dessen Vorsitzender.
Am 3. Dezember 2019 wurde Grimm im Zuge der Bildung des Kabinetts Woidke III zum Staatssekretär in der Staatskanzlei des Landes Brandenburg ernannt. In dieser Funktion war er Beauftragter für Medien und Digitalisierung des Landes Brandenburg. Grimm sagte am 17. Februar 2023 als erster Zeuge im Untersuchungsausschuss des Brandenburgischen Landtag zur RBB-Affäre um Patricia Schlesinger aus. Mit dem Einzug in den Landtag schied er aus dem Amt des Staatssekretärs aus.
Bei der Landtagswahl in Brandenburg 2024 wurde Grimm über das Direktmandat im Landtagswahlkreis Oberhavel II in den Landtag Brandenburg gewählt.
Am 11. Dezember 2024 wurde Grimm zum Minister der Justiz und für Digitalisierung des Landes Brandenburg im Kabinett Woidke IV ernannt.
Grimm ist seit dem 10. Juli 2020 als Vertreter des Landes Brandenburg Mitglied des ZDF-Fernsehrates, seit dem 5. Juli 2024 sitzt er dort im Programmausschuss Chefredaktion. Grimm ist ferner Mitglied des Aufsichtsrates der Medienboard Berlin-Brandenburg GmbH und Mitglied des Aufsichtsrates der Digitalagentur Brandenburg GmbH.

### Privates
Grimm ist verheiratet und Vater eines Sohnes und einer Tochter.